# Kate Haywood
Kate Emma Haywood, née le 1er avril 1987 à Grimsby, est une nageuse britannique spécialiste de la brasse. Elle a participé à deux éditions des Jeux olympiques en 2008 et 2012 et a remporté plusieurs médailles mondiales et européennes. Elle prend sa retraite sportive après sa participation aux Jeux olympiques d'été de 2012.

## Palmarès

### Championnats du monde

#### Petit bassin
- Championnats du monde 2008 à Manchester (Royaume-Uni) : 
  -  Médaille d'argent du 50 m brasse.
  -  Médaille de bronze du relais 4 × 100 m quatre nages.

### Championnats d'Europe

#### Grand bassin
- Championnats d'Europe 2006 à Budapest (Hongrie) :
  -  Médaille d'argent au 50 m brasse.
- Championnats d'Europe 2008 à Eindhoven (Pays-Bas) :
  -  Médaille d'or au relais 4 × 100 m quatre nages.
- Championnats d'Europe 2010 à Budapest (Hongrie) :
  -  Médaille d'or au relais 4 × 100 m quatre nages.
  -  Médaille d'argent au 50 m brasse.

#### Petit bassin
- Championnats d'Europe 2004 à Vienne (Autriche) :
  -  Médaille de bronze au 50 m brasse.
- Championnats d'Europe 2006 à Helsinki (Finlande) :
  -  Médaille d'argent au 50 m brasse.
  -  Médaille de bronze au relais 4 × 100 m quatre nages.

### Jeux du Commonwealth
- Jeux du Commonwealth de 2002 à Manchester (Angleterre) : 
  -  Médaille de bronze du relais 4 × 100 m quatre nages.

- Jeux du Commonwealth de 2006 à Melbourne (Australie) : 
  -  Médaille de bronze du relais 4 × 100 m quatre nages.

- Jeux du Commonwealth de 2010 à Delhi (Inde) : 
  -  Médaille d'argent du relais 4 × 100 m quatre nages.
  -  Médaille de bronze au 50 m brasse
  -  Médaille de bronze au 100 m brasse